# Classification américaine des sols
 (novembre 2017).
La classification américaine des sols (USDA Soil Taxonomy), développée par le département de l'Agriculture des États-Unis et la National Cooperative Soil Survey  fournit une classification élaborée des types de sol sur plusieurs niveaux : Ordre, sous-Ordre, Groupe, sous-groupe, Famille, et Série.
Il a été conçu pour permettre l'étude des sols aux États-Unis, plus précisément la corrélation des séries de sols et la fourniture de noms pour les unités cartographiques à différents niveaux de détails. Il essaie de classer tous les sols du monde, mais l'objectif principal a toujours été de regrouper les sols des États-Unis d'Amérique.

## Ordres

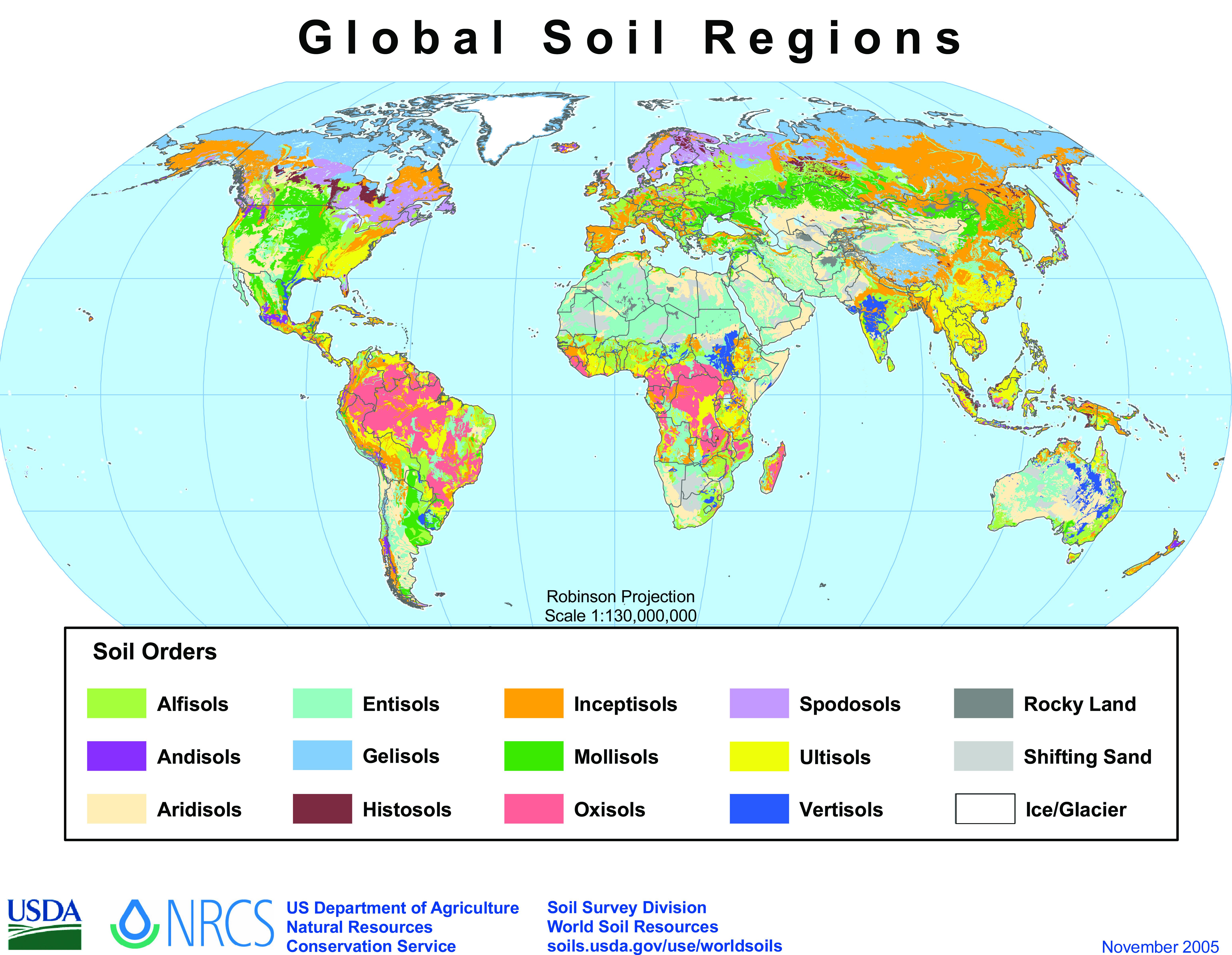
Répartition mondiale des Ordres de sols dans la taxinomie des sols de l'USDA.

| Nom         | Principales caractéristiques | Exemples |
| ----------- | --- | -------- |
| Alfisols    | Doit avoir un horizon argillic, natric, ou kandic; Haut-moyen de base de la saturation, Modérément altérée; il est Communément forme en vertu de la forêt boréale ou dans des forêts de feuillus; Riche en fer et en aluminium; Commun dans les zones humides, semi-tropicales, et des climats méditerranéens; 9,6 % de la superficie mondiale et 14,5 % des sols des États-Unis libres de glace. |          |
| Andisols    | Formé à partir d'éjectas volcaniques, dominé par des complexes allophanes ou Al-humiques; Doit avoir des propriétés de sol andic: riche en minéraux cristallin Fe et Al pauvres, riche en phosphore, faible densité en vrac, et proportion élevées matériaux vitrifiés et colloïdaux amorphe, comme allophane, imogolite et ferrihydrite; Haute teneur en matière organiques, parfois épipédon mélanique; 0,7 % de la superficie mondiale et 1,7 % des sols libres de glace des États-Unis.                    |          |
| Aridisols   | Sol sec (c'est-à-dire, doit avoir un régime d'humidité aridic); épipédon Ochric commun; Parfois horizons argillic ou natric; Must have some diagnostic subsurface horizon; Courant dans les déserts; 12,7 % de la superficie mondiale; 8,8 % des sols libres de glace des États-Unis. |          |
| Entisols    | Moins de développement de profil de sol; Épipédon ochric commun; Pas d'horizons B; Ordre le plus commun par superficie;16,3 % de la surface mondiale et 12,2 % des sols des États-Unis libres de glace. |          |
| Gelisols    | Sols avec pergélisol de 100 cm ou cryoturbation à moins de 100 cm plus pergélisol sur 200 cm; Commun dans les hautes latitudes et élévations; 8,6 % de la superficie mondiale et 7,5 % des sols des États-Unis libres de glace. |          |
| Histosols   | Doit avoir un épipédon histic ; Généralement régime hydrique des sols aquic; No diagnostic subsurface horizons; Rapide décomposition lorsque aéré; Tourbe ou tourbière; >20 % de matière organique; les matériaux organiques s'étendant vers le bas jusqu'à une couche imperméable ou avec une couche organique de plus de 40 cm d'épaisseur, sans propriétés andic Commun dans les zones humides (marécages, marais, etc.); 1,2 % de la superficie mondiale et 1,3 % des sols libres de glace des États-Unis. |          |
| Inceptisols | Semblable à Entisol, à partir d'un horizon B évident; No diagnostic subsurface horizons; Dans les paysages où l'érosion est continue ou dans des dépôts récents; Horizons cambic, sulfuric, calcic, gypsic, petrocalcic, ou petrogypsic, ou avec un épipedon mollic, umbric, ou histic, ou avec un pourcentage de sodium échangeable >15 % ou fragipan; 9,9 % de la superficie mondiale et 9,1 % des sols libres de glace des États-Unis.                                                                      |          |
| Mollisols   | Doit avoir épipédon mollic; Haute saturation en bases à >50 %; sols sombres; Certains avec des horizons argillic ou natric ; Commun dans les prairies; 6,9 % de la superficie mondiale et 22,4 % des sols libres de glace des États-Unis. |          |
| Oxisols     | Most soil profile development; Doit avoir un horizon oxic à moins de 150 cm de la surface du sol; Faible disponibilité des éléments nutritifs; Pas d'horizon argillic ; Très érodé; Dominé par de l'argile fine, oxydes Al et Fe ; Souvent dans les vieux paysages tropicaux; 7,6 % de la superficie mondiale et <0,01 % des sols libres de glace des États-Unis. |          |
| Podzosols   | Doit avoir un horizon spodic à 2 m de la surface du sol et sans propriétés andic ; Généralement horizon albic; Riche en oxydes de Fe, Al et accumulation d'humus; Sols acides; Commun dans les forêts de conifères ou la forêt boréale; 2,6 % de la superficie mondiale et 3,3 % des sols libres de glace des États-Unis. |          |
| Ultisols    | Doit avoir un horizon argillic ou kandic; une faible saturation en bases <35 % à 2 m de profondeur et 75 cm au-dessous d'un fragipan; Commun dans les régions subtropicales; souvent connu sous le nom de sols d'argile rouge; 8,5 % de la superficie mondiale et 9,6 % des sols libres de glace des États-Unis. |          |
| Vertisols   | Généralement un épipedon mollic ; Riche en argiles gonflantes et dégonflantes (smectites); >30 % d'argile à une profondeur de 50 cm; Fissures profondes (appelé gilgai) se forment lorsque le sol se dessèche; Formé de matières parentes riches en argile (par exemple, les schistes, les bassins, les horizons Bt exposés des vieux sols); 2,4 % de la superficie mondiale et 1,7 % des sols libres de glace des États-Unis.                                                                                 |          |

## Exemple de classement d'un type de sol
Ordre: Entisols
Sous-Ordre: Fluvents
Grand Groupe: Torrifluvents
Sous-Groupe: Typic Torrifluvents
Famille: Fine-loamy, mixed, superactive, calcareous, Typic Torrifluvent
Série: Jocity, Youngston.
Autre exemple
Ordre: Alfisols
Sous-Ordre: Xeralfs
Grand Groupe: Durixeralfs
Sous-Groupe: Abruptic Durixeralfs
Famille: Fine, Mixed, Active, thermic Abruptic Durixeralfs 
Série: San Joaquin (sol)
Lien vers la description officiel de la Série : « ftp://ftp-fc.sc.egov.usda.gov/NSSC/StateSoil_Profiles/ca_soil.pdf »(Archive.org • Wikiwix • Archive.is • Google • Que faire ?)

## Régime de température des sols

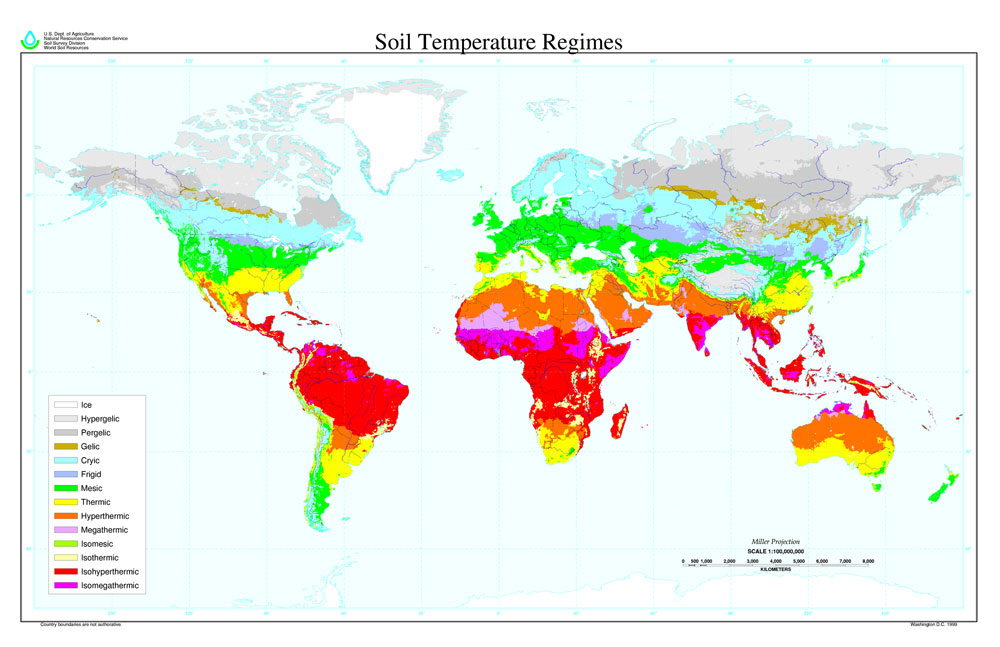
Distribution mondiale de régimes de température du Sol

Les régimes de température des sols (Soil Temperature Regimes, STR), tels que frigid, mesic, et thermic sont utilisés pour classer les sols à certains des plus bas niveaux de classification de la taxonomie des sols. Le régime de température cryic distingue des groupes de niveau supérieur. Ces régimes sont basés sur la moyenne annuelle de la température du sol (mean annual soil temperature, MAST), la moyenne des températures estivales, et la différence entre la moyenne des températures de l'été et de l'hiver, toutes à une profondeur de 50 cm. On suppose généralement que le MAST (en °C) est égale à la somme des moyennes annuelles de la température de l'air, plus 2 °C. Si la différence entre la moyenne de température de l'été et l'hiver, est inférieure à 6 °C, alors on fait précéder "Iso" du nom de la classe de température du sol.
| Régime de température du sol | Plage de température |
| ---------------------------- | -------------------- |
| Pergelic                     | ~ -8 °C à -4 °C      |
| Subgelic                     | ~ -4 °C à 0 °C       |
| Frigid                       | ~ 0 °C à 8 °C        |
| Mesic                        | 8 °C à 15 °C         |
| Thermic                      | 15 °C à 22 °C        |
| Hyperthermic                 | 22 °C ou plus        |

## Régime hydrique des sols

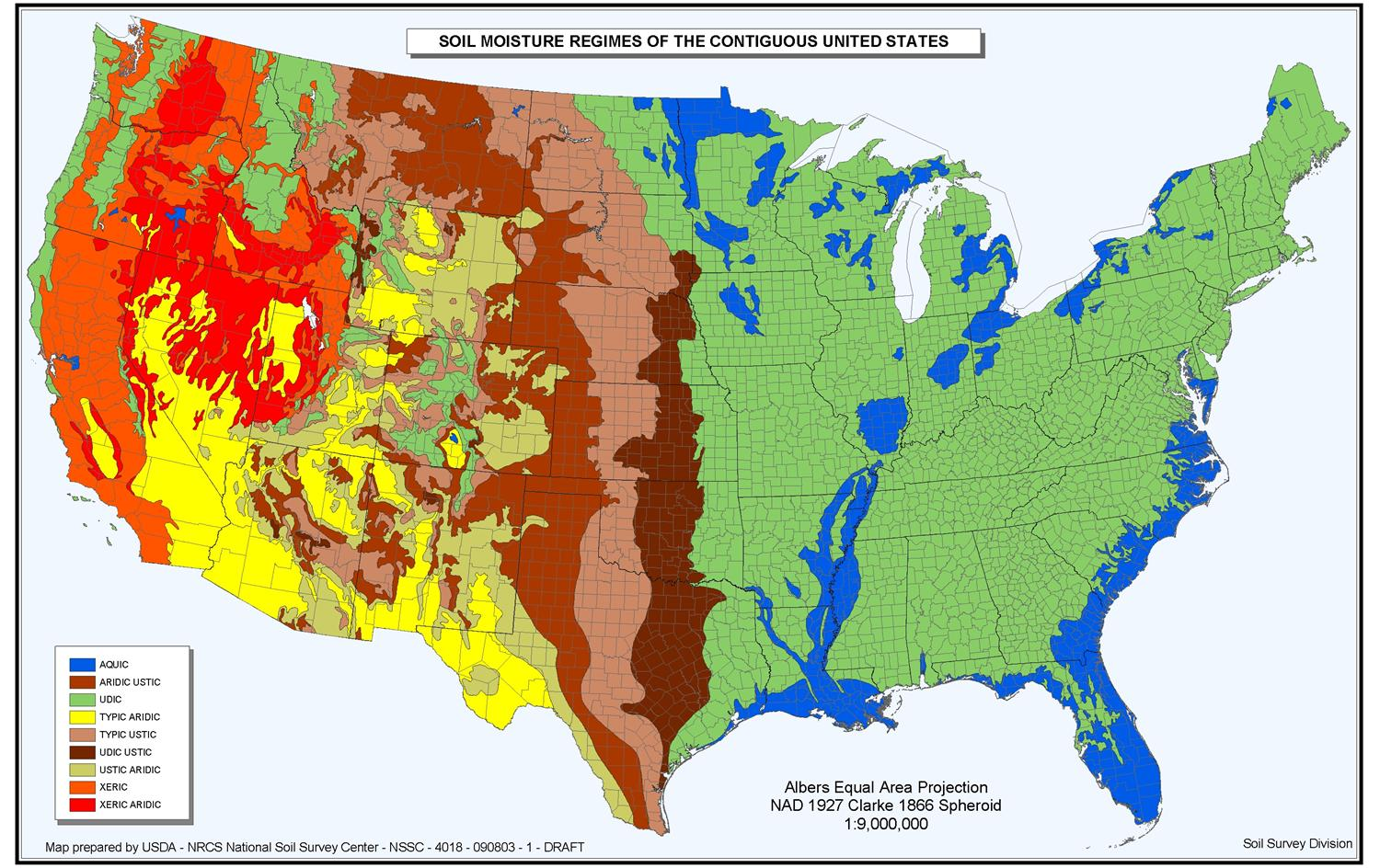
Carte de distribution des régimes d'humidité du sol des États-Unis

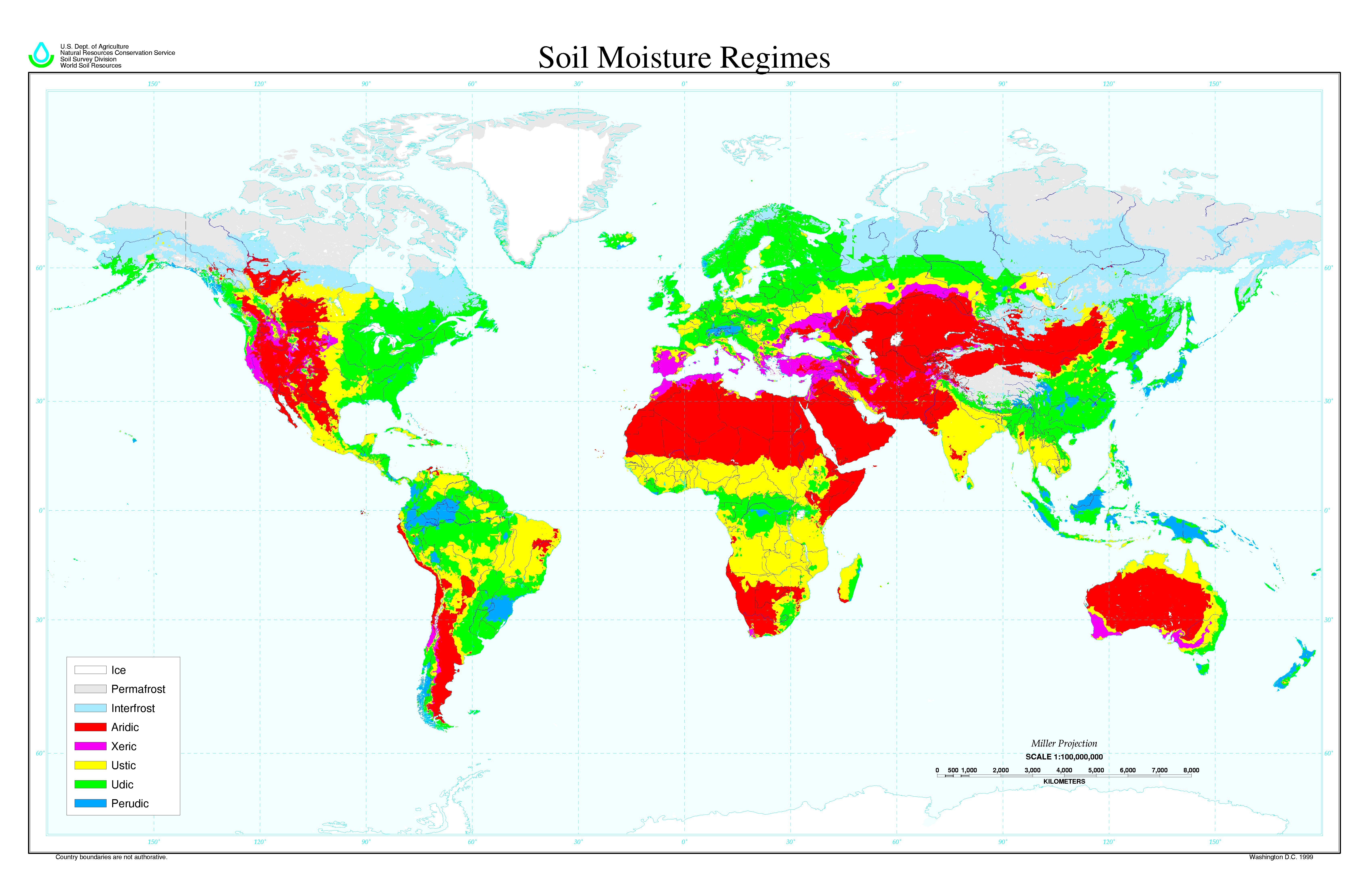
Carte de répartition mondiale des régimes d'humidité du sol

Le régime hydrique des sols ou régimes d'humidité du sol (Soil Moisture Regimes, SMR), souvent le reflet de facteurs climatiques, est un facteur déterminant majeur de la productivité des écosystèmes terrestres, y compris les systèmes agricoles. Les régimes d'humidité du sol sont définis sur la base des niveaux de la nappe phréatique (niveau piézométrique) et la quantité d'eau du sol disponible pour les plantes, au cours d'une année donnée dans une région particulière. Plusieurs classes de régime d'humidité sont utilisées pour caractériser les sols:
| Régime hydrique des sols | Principales caractéristiques |
| ------------------------ | --- |
| Aquic                    | Le sol est saturé en eau et pratiquement exempt d'oxygène gazeux pour des périodes suffisantes de temps pour qu'il existe des preuves d'une mauvaise aération (gleying and mottling) fréquente dans les zones humides.                                 |
| Udic                     | L'humidité du sol est suffisamment élevée toute l'année la plupart du temps, pour répondre aux exigences des plantes; Commun dans les régions humides.                                                                                                 |
| Ustic                    | L'humidité du sol est intermédiaire entre les régimes Udic et Aridic; en général disponibilité en eau pour la plante pendant la période de croissance, mais de graves périodes de sécheresse peuvent se produire; Commun dans les régions semi-arides. |
| Aridic                   | Le sol est sec pour au moins la moitié de la période de croissance et humide pour moins de 90 jours consécutifs; Commun dans les zones arides (désertique).                                                                                            |
| Xeric                    | Régime d'humidité des sols trouvé dans le type de climat méditerranéen, avec des hivers frais et humides et des étés secs. Comme le régime Ustic, il est caractérisé comme ayant de longues périodes de sécheresse en été.                             |